# Kung Ranes hög

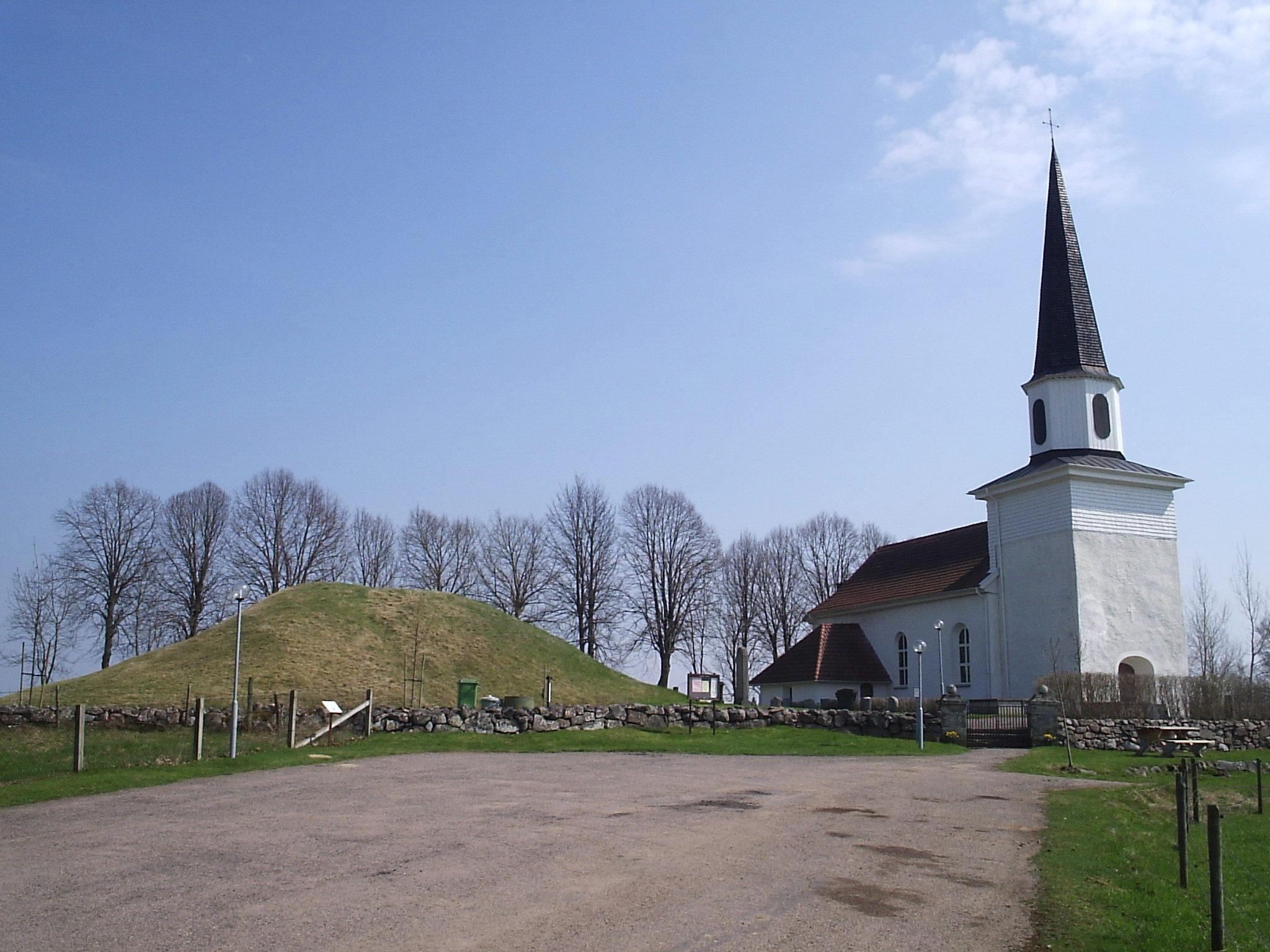
Kung Ranes hög och Flistads kyrka.

Kung Ranes hög är en förkristen storhög belägen intill Flistads kyrka i Flistads socken i Skövde kommun i Västergötland.
I området runt Kung Ranes hög finns många stensättningar och gravhögar.
Högen är 25-26 meter i diameter och som högst ungefär fem meter, med en yta som är något ojämn i norr och öst. Toppen är flack och mäter också fem meter. På toppen av den har det förr stått ett träd, av vilket enbart stubben återstår.
Enligt sägnen ska sagokungen Rane ligga begravd i högen. Högen är inte undersökt och kan inte närmare dateras.
Under 2018 har en scanning av högen med hjälp av georadar genomförts.

### Fotnoter
1. ↑  Per Engelbrektsson. ”Allt tyder på grav i Kung Ranes hög”. Skaraborgs Allehanda. https://www.sla.se/2018/11/12/allt-tyder-pa-grav-i-kung-ranes-hog/. Läst 21 november 2018.